# Лю Ян
Лиу Ян (на традиционен китайски: 劉洋, на опростен китайски: 刘洋, на пинин: Liú Yáng) е китайски пилот и тайконавт, станала първата китайка в космоса след полета ѝ на борда на Шънджоу 9.

## Биография
Лиу постъпва на служба във ВВС на Народната освободителна армия през 1997 година, след което става заместник - командир на летателната единица и получава ранг майор. Тя е пилот от военнотранспортната авиация с 1680 летателни часа. След двугодишна тренировка за космонавт, Лиу завършва обучението с отличие и е избрана заедно с още една жена - Уън Япин — за кандидат на мисията Шънджоу 9.
Впоследствие тя е избрана да лети на борда на Шънджоу 9, който излита на 16 юни 2012 година и два дни по-късно, на 18 юни, се скачва с орбиталната министанция Тиенгун 1. Така тя става първата китайка в космоса.

## Личен живот
Лиу е член на Китайската комунистическа партия, няма братя или сестри и е женена без деца.